# Kaplan-Turbine

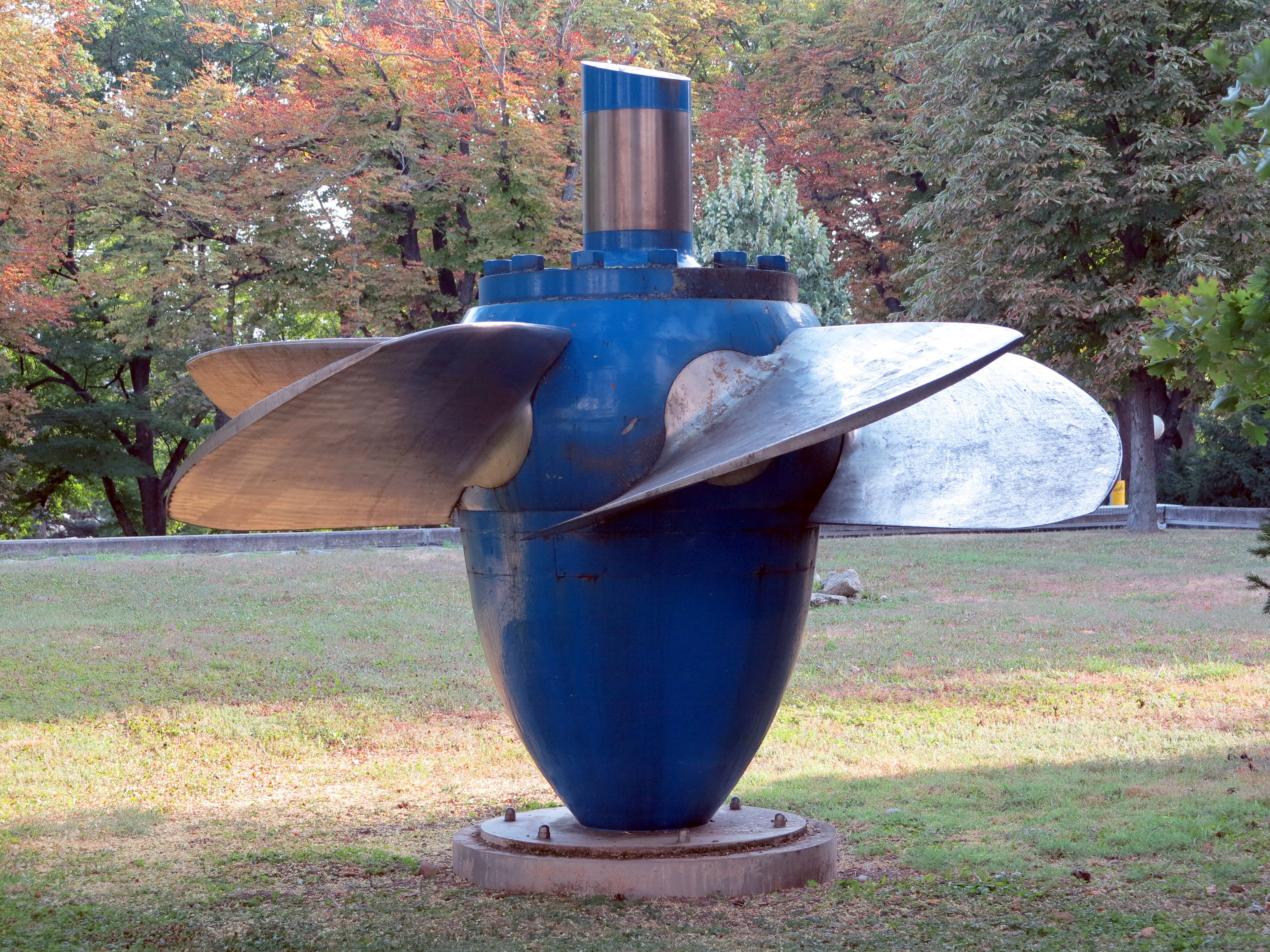
Laufrad einer Kaplan-Turbine im Technischen Museum Wien. Deutlich erkennbar ist die Verstellmöglichkeit der einzelnen Schaufeln des Laufrads.

Die Kaplan-Turbine ist eine axial angeströmte Wasserturbine mit verstellbarem Laufrad und wird in Wasserkraftwerken verwendet. Sie wurde vom österreichischen Ingenieur Viktor Kaplan im Jahre 1913 aus der Francis-Turbine weiterentwickelt und patentiert. Die bei diesem Turbinentyp besonders leicht auftretende Kavitation führte bei den Entwicklungsarbeiten immer wieder zu Rückschlägen. Die ersten Kaplan-Turbinen konnten erst in einen erfolgreichen Dauerbetrieb gehen, als man es verstand, dieses Phänomen durch konstruktive Maßnahmen an der Turbine in den Griff zu bekommen.

## Funktionsprinzip
Das Laufrad gleicht bei der Kaplan-Turbine einem Schiffspropeller, dessen Flügel verstellbar sind (vergl. Verstellpropeller). Die Drehzahl einer klassischen Kaplanturbine ist unabhängig von der Wassermenge konstant. Daher kann der Generator einer Kaplanturbine mit entsprechender Übersetzung direkt in das Netz einspeisen. Durch die Flügelverstellung des Propellers wird erreicht, dass die Flügel bei schwankenden Wassermengen immer optimal umströmt werden und dadurch einen hohen Wirkungsgrad erzielen. Turbinen ohne diese Flügelverstellung werden als Propellerturbinen bezeichnet. Um bei schwankenden Wassermengen ebenfalls einen hohen Wirkungsgrad sowie eine hohe Kapazität zu erreichen, wird daher bei Propellerturbinen die Drehzahl angepasst (elektrotechnische Regelung): strömungsmechanisch wird dadurch der gleiche Effekt erzielt wie bei der Verstellung der Laufradflügel einer klassischen Kaplanturbine. Bei konstanten Wassermengen kann auf die Anpassung der Drehzahl bzw. das Verstellen der Laufradflügel verzichtet und direkt ins Netz eingespeist werden.
Vor dem Laufrad befindet sich das Leitwerk, auch als Leitschaufeln bezeichnet. Es sorgt dafür, dass das Wasser optimal auf die Schaufeln der Turbine trifft und die Turbine in Rotation versetzt. Durch das Einstellen von Leit- und Laufradschaufeln (doppelte Regulierung) kann der Wirkungsgrad der Kaplan-Turbine jeweils an unterschiedliche Wassermengen und Fallhöhen angepasst werden. Der erreichte Wirkungsgrad liegt im Bereich von 80–95 %.
Doppelt regulierte Turbinen sind bestens geeignet für den Einsatz bei niedrigen bis niedrigsten Fallhöhen und großen sowie schwankenden Durchflussmengen. Die Kaplan-Turbine ist damit prädestiniert für große Flusskraftwerke an ruhig fließenden Großgewässern sowie für Bewässerungskanäle, Restwasserkraftwerke und den Einsatz in Mühlen.
Der Wasserdruck nimmt vom Eintritt in das Laufrad bis zum Austritt stetig ab – die potentielle Energie wird in kinetische Energie umgewandelt. Die Restenergie wird im Saugrohr abgebaut, das der Turbine nachgeschaltet ist. Durch dieses verlässt das Wasser die Turbine ins Unterwasser.

## Bauarten

Schemata verschiedener Varianten von Kaplan-Turbinen und Kaplan-ähnlichen Bauformen
Vertikale Kaplan-Turbine: Der Generator liegt über dem Wasserzulauf
Eigentliche Kaplan-Rohrturbine; Der Generator liegt im Inneren der Birne
S-Turbine: Die Turbinenwelle führt durch das Saugrohr zum Generator
Getriebe-Rohrturbine; Die Turbinenwelle ist über ein Getriebe mit dem Generator verbunden
Straflo-Turbine: Die Turbinenschaufeln tragen einen umlaufenden Ring mit dem Generator-Läufer
VLH-Turbine: Der Generator ist im Inneren des Laufrads installiert
DIVE-Turbine mit festen Laufradschaufeln: Der Generator sitzt direkt über der Turbine und ist komplett überspült

### Vertikale Kaplan-Turbine

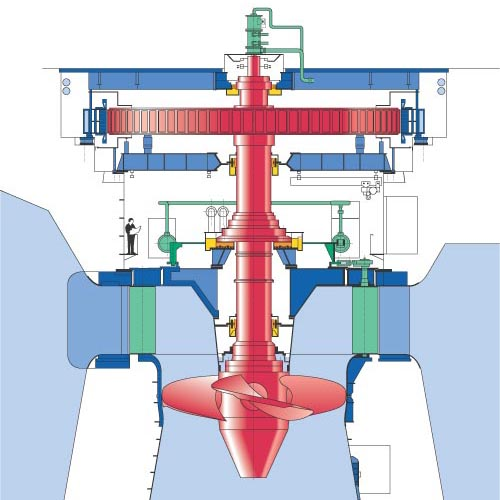
Schematische Darstellung einer vertikalen Kaplan-Turbine

Der Einbau von Kaplan-Turbinen erfolgt meistens vertikal, so dass das Wasser von oben nach unten durchströmt.
Bei relativ großen Fallhöhen kommt vor der Turbine eine Spirale zum Einsatz, die Wasser in einen Drall versetzt. Bei geringeren Fallhöhen genügt ein Einlaufschacht bzw. eine vereinfachte Halbspirale. Direkt oberhalb der Turbine wird meist der Drehstromgenerator ausgeführt als Schenkelpolmaschine angebracht, um die durch das Laufrad erzeugte kinetische Energie über eine Vertikalwelle ohne Umlenkverluste zum Generatorrotor übertragen zu können.

### Rohrturbinen
Aus der Kaplan-Turbine wurde die Kaplan-Rohrturbine für niedrige Fallhöhen bis maximal 25 m und einer Leistung von bis zu 75 MW entwickelt, deren Welle mit Laufrad horizontal in Richtung des strömenden Wassers eingebaut wird. Dadurch werden Umlenkverluste vermieden und somit eine größere Schluckfähigkeit und ein höherer Volllastwirkungsgrad erreicht.

#### Klassische Rohrturbine

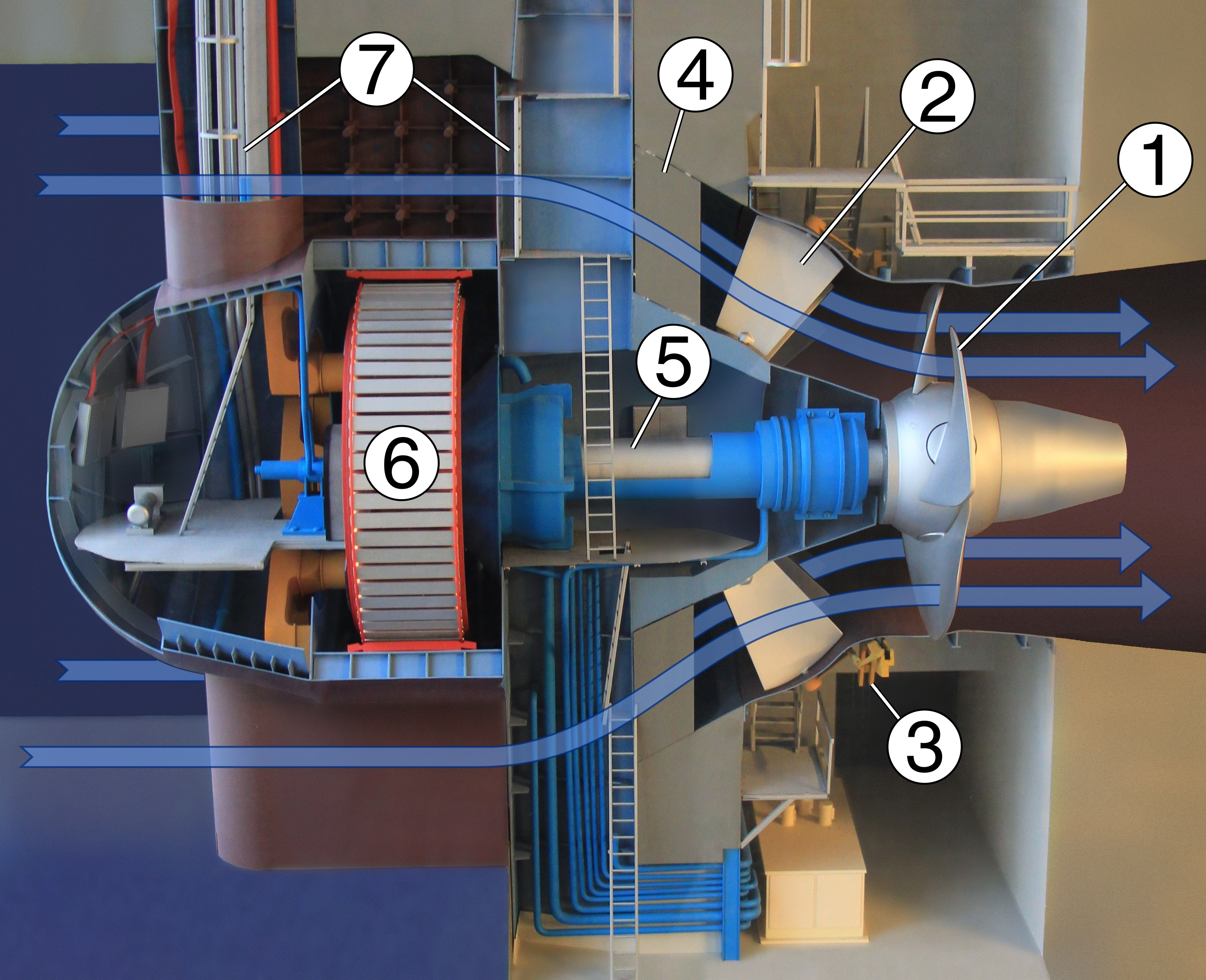
Modell einer Kaplan-Rohrturbine im Kraftwerk Ybbs-Persenbeug;
1 Laufradflügel, 2 Leitschaufel, 3 Leitradregulierung, 4 Stützschaufel, 5 Turbinenwelle, 6 Generator, 7 Einstiegsschacht

Der Generator befindet sich in einem wasserdichten Gehäuse am verlängerten Ende der Turbinenwelle. Durch die horizontale Anordnung ist ein geringerer Platzbedarf und damit eine geringere Bauhöhe des Maschinenhauses möglich, wodurch das Landschaftsbild weniger beeinträchtigt wird.

#### S-Turbine
Eine der Sonderformen der Kaplan-Rohrturbine ist die S-Turbine (für Fallhöhen bis 15 m). Das Saugrohr ist s-förmig gebogen, um die Turbinenwelle herausführen zu können. Der Generator wird außerhalb der Turbine installiert und ist deshalb für regelmäßige Kontrollen und Wartungsarbeiten leichter zugänglich. Die Bauhöhe kann dadurch noch weiter verringert werden. Dies macht auch den Einbau der Turbinen in kleine Wasserkraftwerke, beispielsweise über einen schmalen Fluss oder einen Kanal, mit Fallhöhen bis maximal 5 m oder leichte Aufstauung durch ein Wehr möglich. S-Turbinen werden in Kraftwerken bis zu einer Leistung von 15 MW eingesetzt.
Siehe auch Typen von Wasserkraftwerken.

#### Getriebe-Rohrturbine
Eine weitere Sonderform ist die Getriebe-Rohrturbine (für Fallhöhen bis 12 m). Sie ähnelt der S-Turbine stark, jedoch unterscheidet sie sich durch zwei wesentliche Merkmale. Das Saugrohr ist gerade und die Turbinenwelle ist über ein Getriebe, statt direkt, mit dem Generator verbunden. Dies kann horizontal oder vertikal erfolgen, wodurch die Bauform noch kompakter gegenüber den S-Turbinen ausfällt. Durch eine geeignete Über- oder Untersetzung lassen sich die Drehzahlen von Turbine und Generator getrennt optimieren. Getriebe-Rohrturbinen werden in Kraftwerken mit einer Leistung bis 4 MW eingesetzt.

#### Straflo-Turbine
Eine Weiterentwicklung der Kaplan-Rohrturbinen sind die sogenannten Straflo-Turbinen (von engl. straight flow, geradeaus fließen). Bei diesem Turbinentyp bilden der Rotor der Turbine und der Rotor des Generators eine Einheit, die in einer gemeinsamen Ebene liegen. Somit hat die Straflo-Turbine keine eigene Welle, stattdessen tragen die Turbinenschaufeln einen umlaufenden Ring, in dem die Erregerwicklung integriert ist. In das Gehäuse der Turbine ist dagegen die Statorwicklung eingebaut; sie liegt im Wasser, das die Turbine antreibt. Die Lagerung der Turbinenachse erfolgt einseitig in einem abgedichteten Gehäuse. Eine technische Herausforderung bei dieser Bauform ist die Außendichtung am Kranzgenerator. Durch die wirkenden Zentrifugalkräfte besteht die Gefahr, dass Sand in diese Dichtungen getragen wird und erhöhten Verschleiß verursacht. Frühe Versionen dieser Anordnung wurden 1936 von Arno Fischer patentiert und im Kraftwerk Maria Steinbach verbaut, das 1938 eingeweiht wurde. Heute finden sich moderne Straflo-Turbinen zum Beispiel im Laufwasserkraftwerk Laufenburg und im Gezeitenkraftwerk Annapolis.

## Kaplan-ähnliche Bauformen
Übliche vertikale Kaplan- und Kaplan-Rohrturbinen arbeiten netzsynchron, also mit konstanter Generatordrehzahl. Fortschritte in der Leistungselektronik machen andere Ansätze möglich, die sich von klassischen Konzepten entfernen. Eine variable Turbinen- und Generatordrehzahl erlaubt es, entweder auf ein einstellbares Leitwerk oder verstellbare Turbinenblätter zu verzichten, was den mechanischen Aufwand reduziert. Allerdings muss der produzierte Strom auf Netzfrequenz umgerichtet werden.

### DIVE-Turbine

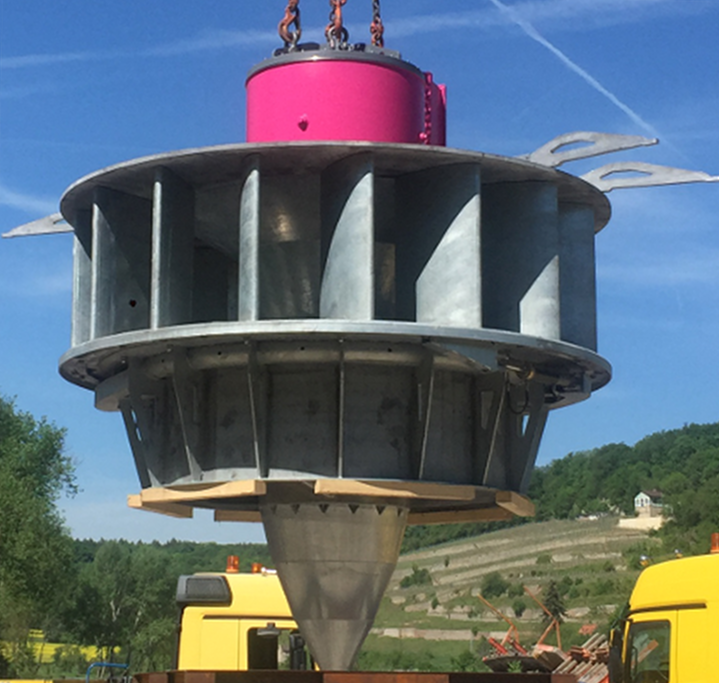
DIVE-Turbine beim Einbau

Die DIVE-Turbine ist eine doppelt regulierte, vertikal durchströmte Propellerturbine für Leistungen bis zu vier Megawatt bei kleinen Fallhöhen (2–60 m) und Wassermengen zwischen 0,6 und 40 m³/s. Bei der DIVE-Turbine handelt es sich um eine voll gekapselte, direkt verbundene Propellerturbinen-Generator-Einheit, die während des Betriebs komplett überspült ist. Dadurch ist der Generator automatisch wassergekühlt und es dringen kaum Lärm oder Vibrationen nach außen. Die Regelung erfolgt über den verstellbaren Leitapparat und die einstellbare Drehzahl des Turbinenlaufrads (doppelte Regelung). Es wird explizit auf verstellbare Laufradschaufeln verzichtet (Propellerturbine).
Ein Spannungszwischenkreisumrichter bringt den Strom auf Netzfrequenz. Da Turbine und Generator vollständig überspült sind, kann auf ein Turbinenhaus verzichtet werden. Umrichter und Kraftwerkssteuerung werden hochwassersicher in einem Container oder in einem schon bestehenden Gebäude untergebracht. Dadurch ist der Transport und der Betrieb von DIVE-Turbinen auch an Orten mit wenig Infrastruktur möglich. Bislang sind mehr als 30 DIVE-Turbinen weltweit installiert (Stand 2017). Aufgrund der Bauweise der DIVE-Turbine mit festen Laufradschaufeln und Drehzahlregelung geht der Hersteller von Fischfreundlichkeit aus.

### VLH-Turbine

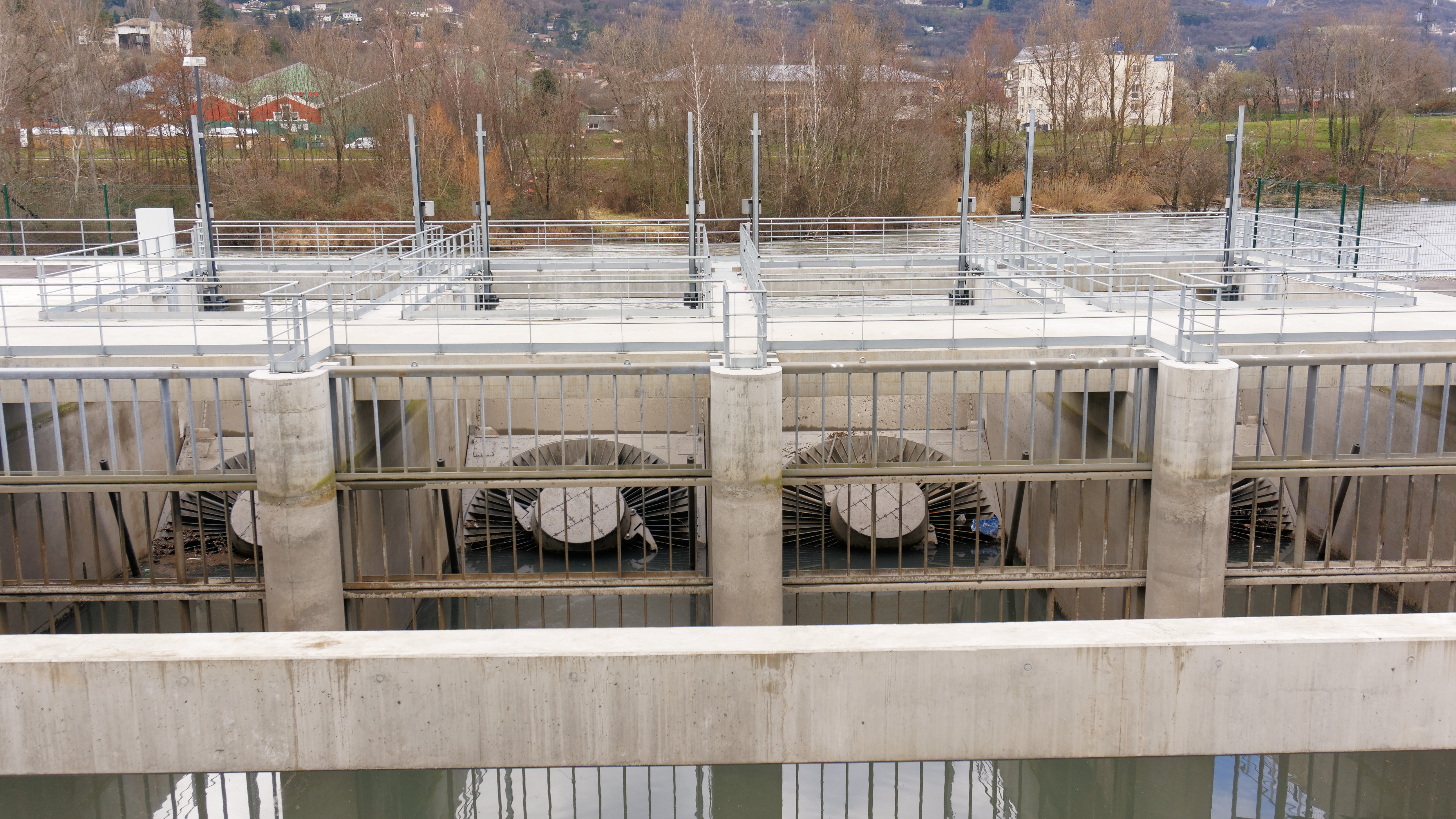
Mehrere nebeneinander installierte VLH-Turbinen in der Nähe von Grenoble.

Die VLH-Turbine (von engl. Very-Low-Head) ist eine Neuentwicklung aus dem Jahr 2003,
die speziell für niedrige Fallhöhen optimiert ist. Sie verwendet große Laufraddurchmesser, wodurch sich kleine Drehzahlen und damit eine gute Fischfreundlichkeit ergeben. Der Generator ist zentral im Inneren des Laufrads installiert. Der Hersteller gibt Fallhöhen von 1,5 bis 4,5 m bei 10 bis 27 m³/s Volumenstrom an.
Bei der VLH-Turbine verzichtet man auf einen verstellbaren Leitapparat. Die Durchflussregulierung und die Optimierung des Turbinenwirkungsgrades erfolgen über verstellbare Laufradflügel und eine Drehzahlregelung des Generators. Die variable Generatordrehzahl macht einen nachgeschalteten Frequenzumrichter erforderlich.
Derzeit existieren (Stand 2013) etwa 40 Anlagen.